# Cattedrale dei Santi Pietro e Paolo (Ales)
La cattedrale di San Pietro apostolo è il principale luogo di culto cattolico di Ales, in provincia di Oristano, cattedrale della diocesi di Ales-Terralba. Dal 1940 è monumento nazionale.

## Storia
L'attuale cattedrale, dedicata a San Pietro, principe degli apostoli, venne edificata nel 1708 su progetto dell'architetto genovese Domenico Spotorno, morto ad Ales il 17 giugno 1702 e sepolto nella Cattedrale, che aveva abbondantemente collaborato ai lavori di conversione in stile barocco della cattedrale di Cagliari, chiesa che funse da modello per il duomo di Ales.
La cattedrale fu costruita sui resti di una chiesa precedentemente edificata anche col contributo di Donna Violante Carroz, Marchesa di Quirra al tempo del trasferimento della sede della diocesi da Usellus ad Ales. La prima cattedrale era in stile romanico a navata unica, con tetto a capriate e un piccolo campanile a vela, tre cappelle (B. V. del Carmine, B. V. del Rosario, del Crocifisso) e una sacrestia che venne sostituita da una nuova nel 1647. Conserva questa forma fino al 1682, quando viene ampliata, probabilmente con una struttura muraria in grossi blocchi di pietra bianca, con altre quattro cappelle che al tempo di Monsignor Brunengo vengono coperte con volta a botte assieme alla navata e all'abside. Nel 1678 inizia la costruzione di uno dei due campanili previsti ma il crollo del 29 aprile 1690 per cause che non furono mai accertate coinvolge nella sua caduta la chiesa e la distrugge quasi completamente.
A portare a compimento la nuova cattedrale fu l'architetto Ignazio Merigano, avvalendosi della preziosa collaborazione dei maestri Antonio Cuccuru e Lucifero Marceddu di Cagliari. La nuova Cattedrale venne consacrata da Mons. Didaco Cugia il 9 maggio 1688 al principe degli apostoli - Pietro. “Domenica 9 maggio, dell’anno 1688, io don Diego Cugia, cagliaritano, Vescovo di Ales e Terralba, consacrai questa chiesa e questo altare in onore di San Pietro Apostolo e vi inclusi le reliquie del legno della Santa Croce, del Beato Bartolomeo Apostolo, di San Giorgio martire, e delle sante vergini e martiri Giusta, Giustina ed Enedina, e a tutti i fedeli visitanti questa Chiesa concessi un anno di indulgenza nel giorno della consacrazione e 40 giorni nell‘anniversario di essa” (Memorie del Passato - Severino Tomasi). Da quel momento il titolare della Chiesa Cattedrale è il “principe degli apostoli” - San Pietro, apostolo, e pertanto patrono della stessa comunità; la sua immagine nella statua in arenaria, posta sulla sommità della facciata del Duomo, stende la sua protezione sulla cittadina dal XVII secolo. Tutti gli ambienti interni della Chiesa rimandano a quanto detto: abside, navata, transetto e cappelle hanno la volta a botte su sottarchi in pietra decorati da cassettoni in rilievo, a loro volta sono ornati con motivi classici, quali rosoni, foglie, motivi araldici (tiara papale e mitra vescovile): per richiamare il suo titolare e la Chiesa come Cattedrale. Alla fine del ‘600 (XVII sec.) viene fatta commissionare la scultura Lignea a cannuga raffigurante San Pietro - in abiti pontificali - (opera di bottega alesina), insieme al parato: le Chiavi in argento (Ales, 1698 Agosto 14 - Pagamento di 32 lire e 19 soldi a un ignoto argentiere per la realizzazione - A.C.C.A., Spoglio del vescovo Didaco Cugia, c.91r.) e il Triregno o Tiara papale (ignota bottega sarda del XVIII secolo); ad esse anche la Ferula Papale, quest’ultima mancante nella parte della Croce a tre bracci, fatta commissionare sul modello antico nel 2022.
Nello spigolo e nella parete che hanno in comune la cappella di S. Michele e l'attuale torre dell'orologio è possibile trovare le tracce della torre crollata.

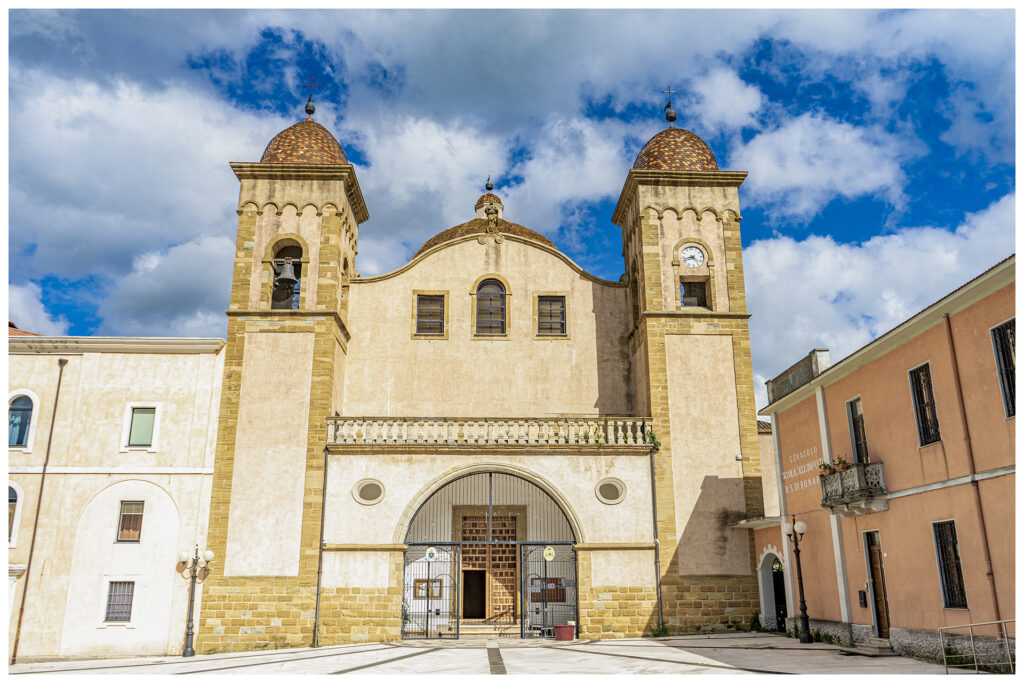
Facciata della cattedrale

L'edificio venne dotato nel corso del XVIII secolo di arredi marmorei di buona fattura, opere dello scultore Pietro Pozzo e della sua scuola.
Nella prima metà del XX secolo si completarono le decorazioni e gli affreschi dell'interno;
di recente si sono conclusi importanti lavori di restauro, che hanno interessato il tempio per circa vent'anni.

## Architettura e opere d'arte

### Esterno
La Cattedrale si trova in posizione scenografica e dominante, al centro dell'abitato, su un'ampia piazza terrazzata, raggiungibile tramite una scalinata.
La facciata, dal coronamento curvilineo, è incorniciata da due campanili gemelli, collegati da un terrazzino munito di una balaustra in pietra tufacea, sotto il quale si apre un portico con arco a tutto sesto. All'apice del prospetto è collocata una statua di san Pietro.
Coronano l'edificio le due cupoline in cima a ciascun campanile e la grande cupola che si eleva all'incrocio della navata col transetto

### Interno

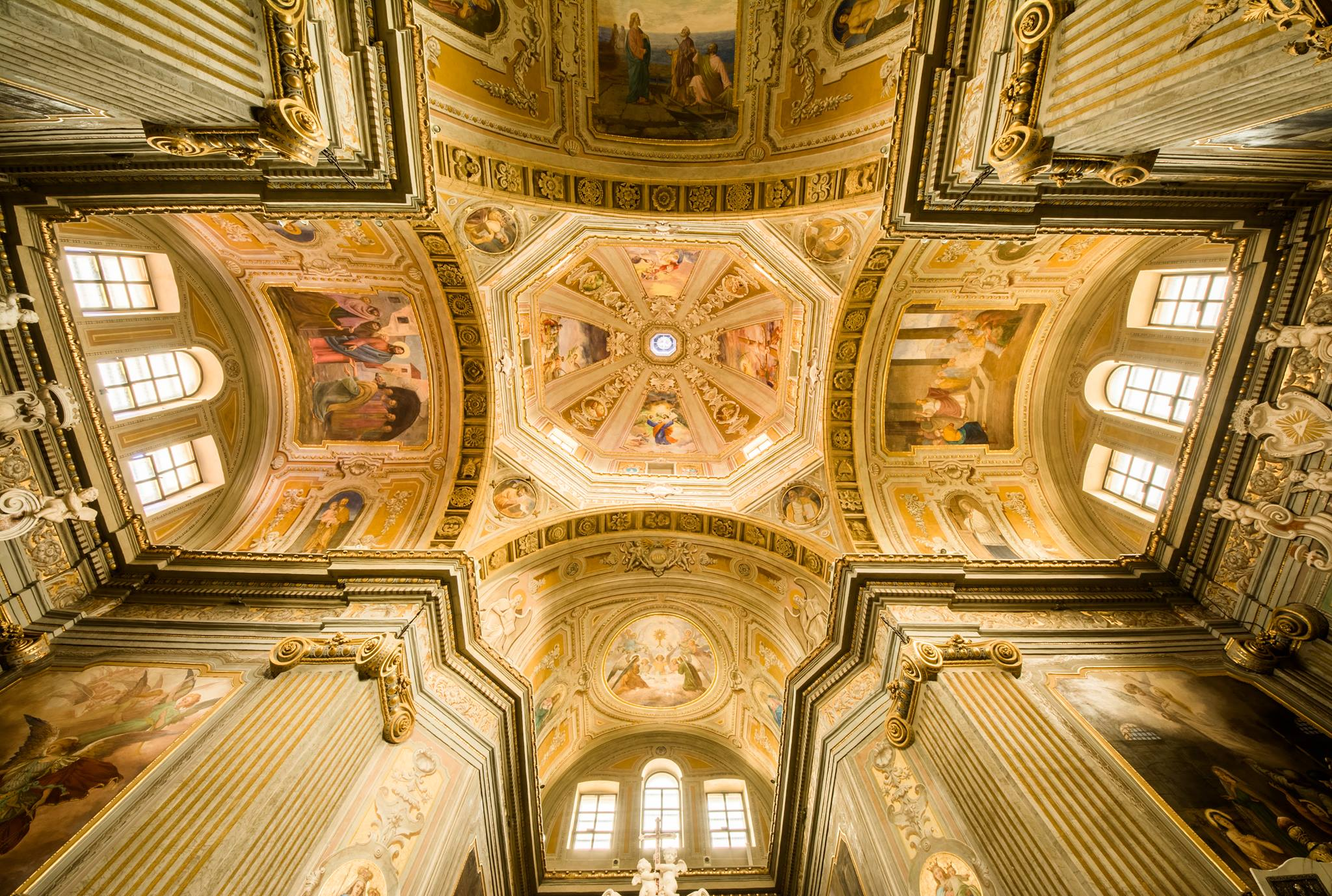
Cupola

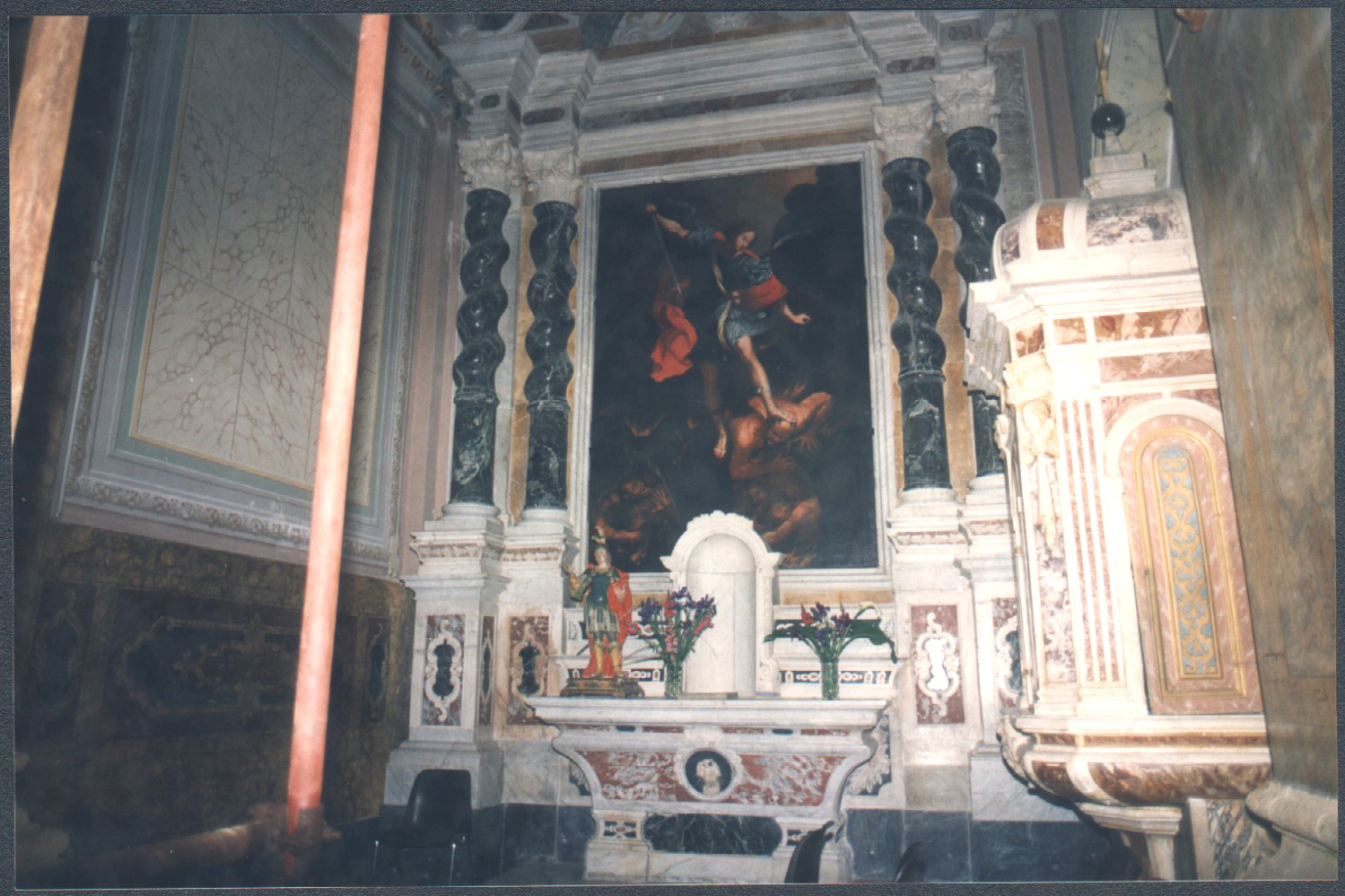
Cappella di San Michele

L'interno del tempio è a croce latina con una navata unica lunga 21 m e larga 10, scandita da paraste con capitelli ionici, con due cappelle per lato e ampio transetto i cui bracci sono lunghi 7,80 m. Il coro è lungo 10 m e largo 7,40 m.
Cappelle e abside sono voltate a botte, la navata e il transetto sono voltati a botte, tranne nel punto in cui si incrociano, dove si eleva l'ampia e alta cupola ottagonale (36 m), ricoperta di decorazioni (1950-1962) e affreschi (1954), questi ultimi opera di Peppinetto Boy di Ales. Da sinistra il Martirio di S. Pietro, Medaglione di S. Gregorio Magno, la Gloria di S. Pietro, Medaglione di S. Ambrogio, il Martirio di S. Paolo, Medaglione di Sant'Agostino, la Gloria di San Paolo e Medaglione di San Girolamo.
La volta centrale è alta 16 m e le due torri 26 m.
Le volte sono ornate da affreschi (1907) di Giovanni da Ferraboschi di Bergamo, raffiguranti i fatti principali della vita dei santi Pietro e Paolo, su decorazioni con cassettoni in rilievo, a loro volta ornati con motivi classici, quali rosoni, foglie, motivi araldici (tiara papale e mitra vescovile), un cesto con lavorazione ad intreccio e facce grottesche. Le decorazioni pittoriche che ornano le pareti della Cattedrale compresi i finti marmi ad intarsio policromi realizzate alla fine del 1950 sono opera del decoratore Enrico Lorrai di Cagliari (1908-1995). I pavimenti sono stati quasi tutti rifatti, prima (1950-1962) durante l'Episcopato di Mons. Antonio Tedde e poi (1983-2003) durante gli episcopati di Mons. Gibertini e Orrù.

#### Cappelle laterali
- La prima cappella a destra è dedicata a San Michele Arcangelo e ospita, oltre a un altare di marmi policromi realizzato da artigiani di ambito ticinese-lombardo (1738), con tela raffigurante l'arcangelo, anche il Fonte battesimale, del 1725 circa che presenta sulla base lo stemma della famiglia Masones y Nin. L'ariosa struttura architettonica a forma di edicola di pianta quadrangolare viene attribuita al marmista Pietro Pozzo. Sulla porticina metallica che si apre sulla parete frontale dell'edicola è raffigurato il Battesimo di Gesù impartitogli da Giovanni Battista sulle rive del Giordano.
- La seconda cappella a destra è dedicata a San Pietro da Verona, presenta un altare di marmi policromi realizzato da artigiani di ambito lombardo – ligure (1738), ed è ornata da un dipinto raffigurante il suo martirio attribuito a artista ignoto che si rifà ad un quadro del Cavalier d'Arpino (1631). A sinistra di questa cappella si trova il pulpito marmoreo, settecentesco.
- La prima cappella a sinistra, del Santissimo, è ornata da un altare ottocentesco, opera di Michele Fiaschi e Francesco Cucchiari, portato a termine da Andrea Ugolini (1858) con tela settecentesca da un ignoto pittore accademico romano (1789) raffigurante l'Immacolata.
- La seconda cappella a sinistra, intitolata a Sant'Antonio da Padova, ospita ancora un bell'altare di marmi policromi realizzato da artigiani di ambito lombardo – ligure (1738), con la tela, di artista anonimo, raffigurante Sant'Antonio con Gesù bambino, sempre del XVIII secolo.

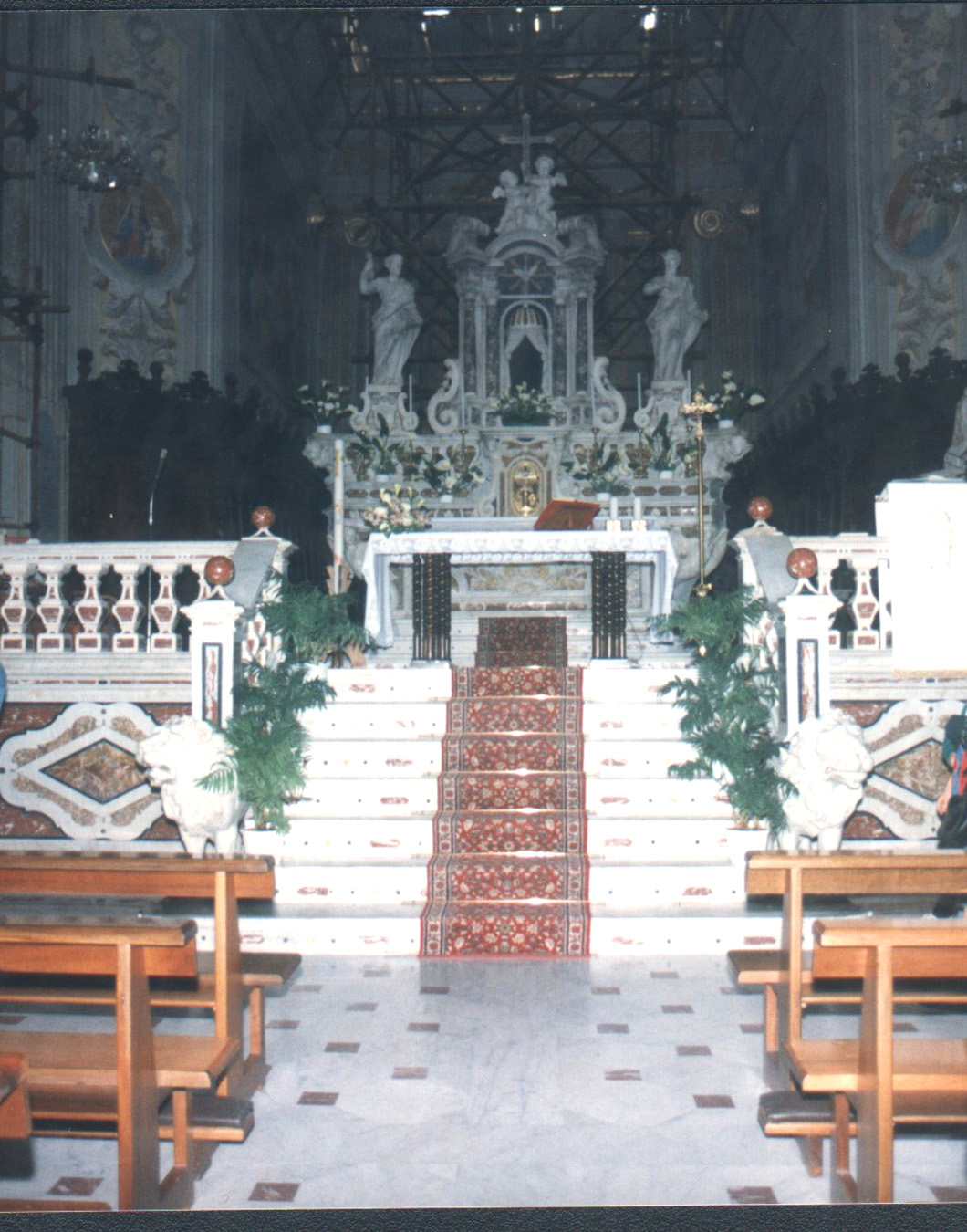
Altare maggiore

#### Navata
Nella navata sono poste la pila dell'acqua benedetta (1702), opera del marmista Efisio Mura di Cagliari, con al centro la statua di S. Pietro, a cui manca il braccio destro che teneva in mano una fiocina con la quale tentava di pescare uno dei tre pesci scolpiti in rilievo sul fondo della pila; il pulpito (1737) opera del marmista genovese Pietro Pozzo, con lo stemma del vescovo Mons. Giovanni Battista Sanna, in ricordo del quale si fece scolpire sul frontespizio lo scudo in cui l'elemento più significativo è il cinghiale rampante (da zanna che corrisponde al sardo “sanna”) che poggia le zampe sul tronco di un albero fronzuto, sovrastato dal cappello episcopale, sormontato da un tornavoce (1907), opera di Peppico Garau di Ales su disegno di Ferraboschi di Bergamo; la credenza di marmo (1737), opera del
marmista genovese Pietro Pozzo con in alto lo stemma di Mons. Giovanni Battista Sanna.

#### Cripta
Dal centro della navata, si accede ad un vano sotterraneo (1752) adibito anticamente a sepolcro dei Vescovi, dei Canonici, del clero e di alcuni laici. Di pianta rettangolare con volta a botte, costolonata completamente di materiale di riempimento ha 11 m. di lunghezza, 4,50 m. di larghezza e 3,50 m. di altezza. Presenta un'iscrizione (1752), sormontata da un disegno raffigurante due stinchi incrociati con berretta clericale, che reca queste parole: HlC ESPECTAMUS - DONEC VENIAT - IMMUTATIO NOSTRA - UT COLLOCET NOS DOMINUS - CUM PRINCIPIBUS POPULI SUI -1752.

#### Transetto
Nel braccio destro del transetto si trova l'altare del Santissimo Crocifisso, con una scultura lignea del Crocifisso, realizzata tra il XVIII e il XIX secolo. L'altare è stato completamente dipinto sulla parete a metà degli anni cinquanta con la tecnica del trompe l'oeil (inganna l'occhio) simulando vere colonne tortili, (trabeazione) e volute in marmo che mettono in risalto il paliotto dedicato alla Madonna del Rosario (1700) dal decoratore cagliaritano Enrico Lorrai (1908-1995) autore tra l'altro delle decorazioni pittoriche realizzate all'interno delle sagrestie dei Canonici e dei Beneficiati durante l'Episcopato di Mons. Antonio Tedde.
Alla parete opposta, nel braccio sinistro del transetto, si trova l'imponente altare marmoreo dei marmisti Santino e Domenico Franco (1780), intitolato alla Madonna del Carmine, con una pregevole pala del pittore Pietro Angeletti raffigurante l'apparizione della Beata Vergine del Carmelo a S. Simone Stock.

#### Presbiterio
Il presbiterio, sopraelevato come nella cattedrale di Cagliari, è cinto da una balaustra marmorea (1727), opera dei marmisti genovesi Pietro Pozzo e figli con un'iscrizione posta intorno al basamento dell'attuale balaustrata: "HOC OPVS FAOVM FVIT JVSSV ILLVSTRIS CAPITVLI VSELLEN SEDE EPALI VACANTE POST OBITVM DN ISIDORI MASONES ET NIN EPISCOPI VSELLEN ANNO DNI 1727”. La balaustra poggia su quattro leoni simboleggianti la Chiesa, con ai piedi l'aquila, simboleggiante l'Impero Romano e, quindi, il paganesimo (1727). Opera anch'essa dei marmisti genovesi Pietro Pozzo e figli, in ordine, da sin verso dx, il primo leone si presenta con un aspetto di calma, mentre tiene un'aquila che con le ali gli si divincola sotto i piedi; il secondo è leggermente adirato, calpestando l'aquila che gli conficca un artiglio sulla zampa; il terzo ha uno sguardo e un atteggiamento infuriato mentre l'aquila gli si rivolta col becco; il quarto ha un'espressione soddisfatta e trionfatrice, mentre l'aquila giace uccisa ai suoi piedi.
Al centro dell'area presbiterale si trova l'altare maggiore, opera di Giuseppe Massetti e Pietro Pozzo, su disegni dello Spotorno, con le statue dei santi Pietro e Paolo, mensa, tabernacolo, gradini e paliotto (1728) e nicchia e tronetto (1734). È articolato in tre gradini inferiori di marmo bianco con motivi geometrici ad intarsio in marmi policromi. La mensa è un trapezio che raffigura sullo specchio frontale i simboli di S. Pietro in marmo bianco scolpiti in rilievo. Ai lati, due grandi Angeli telamoni con ampia apertura alare e terminazione inferiore a voluta a ricciolo, aprono il ventaglio dei tre gradini dei candelieri. All'estremità di quello superiore troviamo il motivo decorativo delle testine angeliche alate. Nell'abside, rettangolare, si trova un interessante coro, con gli stalli dei Canonici (1646), opera degli intagliatori sassaresi Ambrogio Ziquina e Diego Manunta, in scelto noce carico di intagliature, che apparteneva alla Cattedrale intermedia, e il tronetto del Vescovo (1661) opera dell'artigiano Battista Cossu.

#### Organi a canne
Sulla cantoria in controfacciata si trova l'organo maggiore, a trasmissione elettrica, con due tastiere e pedaliera.
Ai piedi del presbiterio è collocato un organo positivo "ad ala" di scuola romana, fatto acquistare nel 1667 dal vescovo Brunengo (si tratta del più antico strumento esistente in Sardegna). Restaurato da Fabio Lissia a Prato nel 2000 e riportato nella cattedrale il 29 aprile 2001, è racchiuso entro una cassa in pioppo e abete. Lo strumento ha un'unica tastiera 45 tasti con prima ottava scavezza avente i tasti diatonici in faggio e cromatici in noce, con coperture in bosso ed ebano; è privo di pedaliera. Si compone di sette registri per un totale di 315 canne di cui in castagno le prime 8 del principale e ricoperte in stagno nelle parti a vista, in lega di stagno le altre.